# Brooklyn Museum
Il Brooklyn Museum è un museo di New York, situato nell'omonimo borough di Brooklyn.

## Storia e collezioni

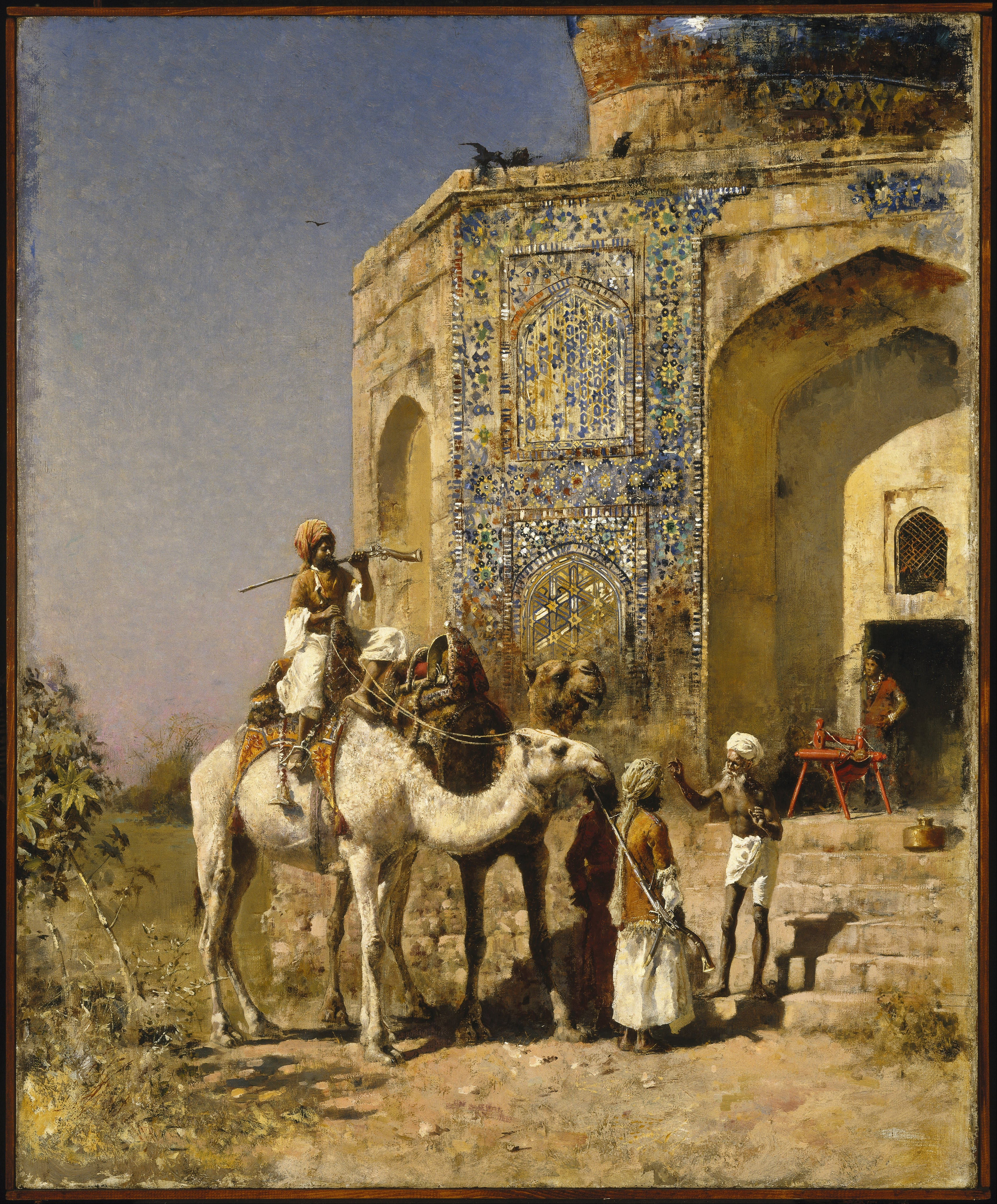
Edwin Lord Weeks, La moschea blu fuori Delhi

Si tratta del secondo museo d'arte di New York, tra i più grandi degli Stati Uniti. La sua collezione permanente consta di più di un milione e mezzo di oggetti, dall'arte egizia a quella contemporanea. Si estende su una superficie di 52,000 m² e riceve annualmente circa 500.000 visitatori. Fondato nel 1897 da Augustus Graham, ha cambiato nel 1997 il proprio nome in Brooklyn Museum of Art, poi modificato nuovamente nel 2004.
- Collezione di arte Egiziana, Classica e dell'Antico Vicino Oriente;
- Collezione di Arte Americana;
- Collezione di Arte Africana;
- Collezione di Arte delle Isole del Pacifico;
- Collezione di Arte del Mondo Islamico;
- Centro Elizabeth A. Sackler per l'Arte Femminista;
- Collezione di Arte Europea;
- Biblioteca e Archivi.

## Opere principali
- Divinità di un nomo (58.192), XXVII secolo a.C.;
- Ritratto della dama Tjepu, XIV secolo a.C.;
- Osorkon I in bronzo (57.92), X/IX secolo a.C.;
- Statua Dattari (52.89), IV secolo a.C.;
- Carlo Crivelli, San Giacomo, 1472;
- Giovanni Boldini, Ritratto di James McNeill Whistler, 1897;
- Giovanni Boldini, Ritratto di signora, 1912;
- William Blake, Il Grande Drago Rosso e la donna vestita col sole (1806-1809).